# (39338) 2002 AG28
(39338) 2002 AG28 es un asteroide perteneciente al cinturón de asteroides, descubierto el 7 de enero de 2002 por el equipo del Lowell Observatory Near-Earth-Object Search desde la Estación Anderson Mesa (condado de Coconino, cerca de Flagstaff, Arizona, Estados Unidos).

## Designación y nombre
Designado provisionalmente como 2002 AG28. 

## Características orbitales
2002 AG28 está situado a una distancia media del Sol de 2,463 ua, pudiendo alejarse hasta 2,806 ua y acercarse hasta 2,121 ua. Su excentricidad es 0,139 y la inclinación orbital 1,692 grados. Emplea 1412,20 días en completar una órbita alrededor del Sol.
Pertenece a la familia de asteroides de (135) Hertha.

## Características físicas
La magnitud absoluta de 2002 AG28 es 15,93. Tiene 2,261 km de diámetro y su albedo se estima en 0,199.